# Marguerite Delaporte
Marguerite Delaporte (1610-muerta después de 1682) fue una adivina y envenenadora francesa. Fue una de los acusados en el conocido como asunto de los venenos.

## Biografía
Marguerite Delaporte, viuda de un panadero, era una adivina profesional que afirmaba poder ver visiones en un vaso de agua tras haber sido preparado con hechizos. Fue señalada en el asunto de los venenos como clienta del maestro envenenador Maitre Pierre, quien declaró que Delaporte, Marie Bosse, La Voisin y Catherine Trianon le compraron veneno para venderlo posteriormente a sus clientes. La propia Delaporte declaró que cada vez que un cliente le pedía que predijese la muerte de su cóyuge, ella respondía que todo estaba en manos de Dios.
Delaporte fue quien presentó a La Voisin y Denis Poculot, quienes acabaron convirtiéndose en amantes. Poculot fue secuestrado tiempo después por el marqués de Termes con la intención de que fabricase oro para él, siendo su liberación la petición envenenada con la que La Voisin intentó matar al rey Luis XIV.
Delaporte fue también una de los acusados por Marguerite Monvoisin de haber participado en misas negras organizadas por Étienne Guibourg para Madame de Montespan. Al parecer, Delaporte participó en algunas de estas misas junto a La Pelletier.
Delaporte perteneció al grupo de catorce personas que tuvieron contacto directo con Montespan, siendo las otras Monvoisin, Guibourg, Adam Lesage, Romani, Bertrand, Monsieur y Madame Vautier, Magdelaine Chapelain, Philippe Galet, Latour, La Pelletier, Lafrasse y La Belliere. Todos ellos fueron condenados a cadena perpetua mediante una lettre de cachet sin haber sido sometidos a juicio.